# Réauville
Réauville est une commune française située dans le département de la Drôme, en région Auvergne-Rhône-Alpes.

## Géographie

### Localisation
Réauville est située à 8 km au nord-ouest de Grignan (chef-lieu du canton), à 20 km au sud-est de Montélimar.

### Hydrographie
La commune est arrosée par la Vence, cours d'eau de 11,2 km, affluent de la Berre.

### Climat
Pour des articles plus généraux, voir Climat d'Auvergne-Rhône-Alpes et Climat de la Drôme.
En 2010, le climat de la commune est de type climat méditerranéen altéré, selon une étude du Centre national de la recherche scientifique s'appuyant sur une série de données couvrant la période 1971-2000. En 2020, Météo-France publie une typologie des climats de la France métropolitaine dans laquelle la commune est exposée à un climat méditerranéen et est dans la région climatique  Provence, Languedoc-Roussillon, caractérisée par une pluviométrie faible en été, un très bon ensoleillement (2 600 h/an), un été chaud (21,5 °C), un air très sec en été, sec en toutes saisons, des vents forts (fréquence de 40 à 50 % de vents > 5 m/s) et peu de brouillards. 
Pour la période 1971-2000, la température annuelle moyenne est de 13 °C, avec une amplitude thermique annuelle de 17,1 °C. Le cumul annuel moyen de précipitations est de 904 mm, avec 6,2 jours de précipitations en janvier et 3,9 jours en juillet. Pour la période 1991-2020, la température moyenne annuelle observée sur la station météorologique de Météo-France la plus proche, « Donzère », sur la commune de Donzère à 11 km à vol d'oiseau, est de 14,5 °C et le cumul annuel moyen de précipitations est de 826,1 mm,. Pour l'avenir, les paramètres climatiques de la commune estimés pour 2050 selon différents scénarios d'émission de gaz à effet de serre sont consultables sur un site dédié publié par Météo-France en novembre 2022.

## Urbanisme

### Typologie
Au 1er janvier 2024, Réauville est catégorisée commune rurale à habitat dispersé, selon la nouvelle grille communale de densité à 7 niveaux définie par l'Insee en 2022.
Elle est située hors unité urbaine et hors attraction des villes,.

### Occupation des sols
L'occupation des sols de la commune, telle qu'elle ressort de la base de données européenne d’occupation biophysique des sols Corine Land Cover (CLC), est marquée par l'importance des forêts et milieux semi-naturels (70,5 % en 2018), une proportion identique à celle de 1990 (70,5 %). La répartition détaillée en 2018 est la suivante : 
forêts (67 %), zones agricoles hétérogènes (26,3 %), milieux à végétation arbustive et/ou herbacée (3,5 %), zones urbanisées (1,7 %), cultures permanentes (1,5 %). L'évolution de l’occupation des sols de la commune et de ses infrastructures peut être observée sur les différentes représentations cartographiques du territoire : la carte de Cassini (XVIIIe siècle), la carte d'état-major (1820-1866) et les cartes ou photos aériennes de l'IGN pour la période actuelle (1950 à aujourd'hui).

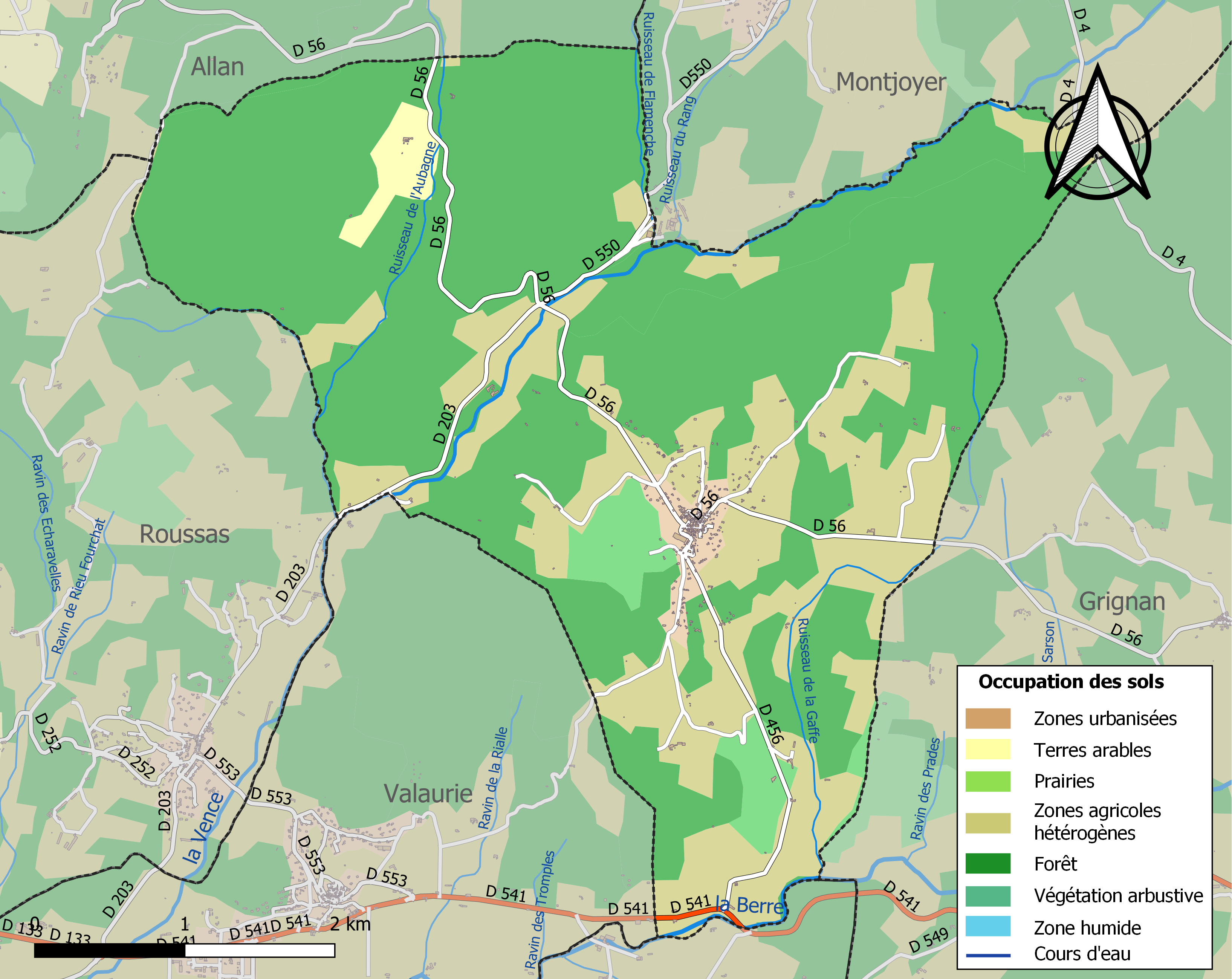
Carte des infrastructures et de l'occupation des sols de la commune en 2018 (CLC).

## Toponymie

### Attestations
Dictionnaire topographique du département de la Drôme :
- 1281 : mention du territoire : territorium Regalis Villa (ou Villae) (archives municipales de Grignan) ;
- 1292 : mention du mandement : mandamentum Regalis Ville (archives des Bouches-du-Rhône, B 1216) ;
- 1298 : derzas ubi nunc est Regalis Villa (ann. d'Aiguebelle, I, 470) ;
- 1538 : Reaulville (inventaire de Saint-Apollinaire [Valence], 1066) ;
- 1540 : Regalem Villam (du Rivail, De Allobrog., 116) ;
- 1609 : Réalville (ann. d'Aiguebelle, I, 494) ;
- 1640 : Roville (archives de la Drôme, E 5831) ;
- XVIIe siècle : Réoville (rôle de décimes) ;
- 1891 : Réauville, commune du canton de Grignan.

### Étymologie
Le toponyme Réauville se rapproche des Réaumont (Isère) et Montréal (« Mont royal », six communes en France). Il est une fondation médiévale, ici celle du roi de Provence[réf. nécessaire].

## Histoire
Pour un article plus général, voir Histoire de la Drôme.

### Préhistoire
- Gravures pariétales de l'Âge du Bronze (sur le seuil rocheux d'une ferme abbatiale)[14].

### Du Moyen Âge à la Révolution
La seigneurie :
- Au point de vue féodal, la terre (ou seigneurie) de Réauville avait la même étendue que la communauté de ce nom. Elle fut premièrement possédée sans partage par les abbés d'Aiguebelle.
- 1281 : un traité de pariage attribue le haut domaine et une partie du domaine utile au comte de Provence (frère du roi Louis IX[réf. nécessaire]).
  - XVIe siècle : la part des comtes de Provence est engagée aux (des) Rollands.
  - XVIIe siècle : acquise par les Castellanne-Adhémar qui la font entrer dans leur comté de Grignan.
  - 1728 : les droits sont adjugés aux Chambon.
  - Vers 1750 : les droits sont vendus aux Félix du Muy, derniers seigneurs du comté de Grignan.
- 1789 : l'autre partie est toujours une possession des abbés d'Aiguebelle.

Réauville est un bourg important au Moyen Âge.
1344 (démographie) : 300 maisons imposées dans le mandement ou territoire de Réauville.
1585 : le château est détruit sur ordre de la comtesse de Grignan[réf. nécessaire].
1646 (démographie) : 167 habitants, occupant 108 maisons et vingt granges ou fermes, dont 18 sont exploitées par leurs propriétaires et deux par des métayers.
Avant 1790, Réauville était une des terres adjacentes de Provence, c’est-à-dire une communauté répondant au parlement d'Aix pour la justice et faisant en outre partie du bailliage de Grignan.

Cette communauté formait les paroisses de Montjoyer et de Réauville, toutes deux du diocèse de Saint-Paul-Trois-Châteaux. La paroisse de Réauville, en particulier, avait son église sous le vocable de Sainte-Marie-Madeleine et l'abbé d'Aiguebelle pour collateur et pour décimateur.

### De la Révolution à nos jours
En 1790, la communauté de Réauville devient une municipalité du canton de Donzère. La réorganisation de l'an VIII (1799-1800) en fait une commune du canton de Grignan.
En 1840, la paroisse de Montjoyer en est distraite pour former une commune distincte du même canton.

## Politique et administration

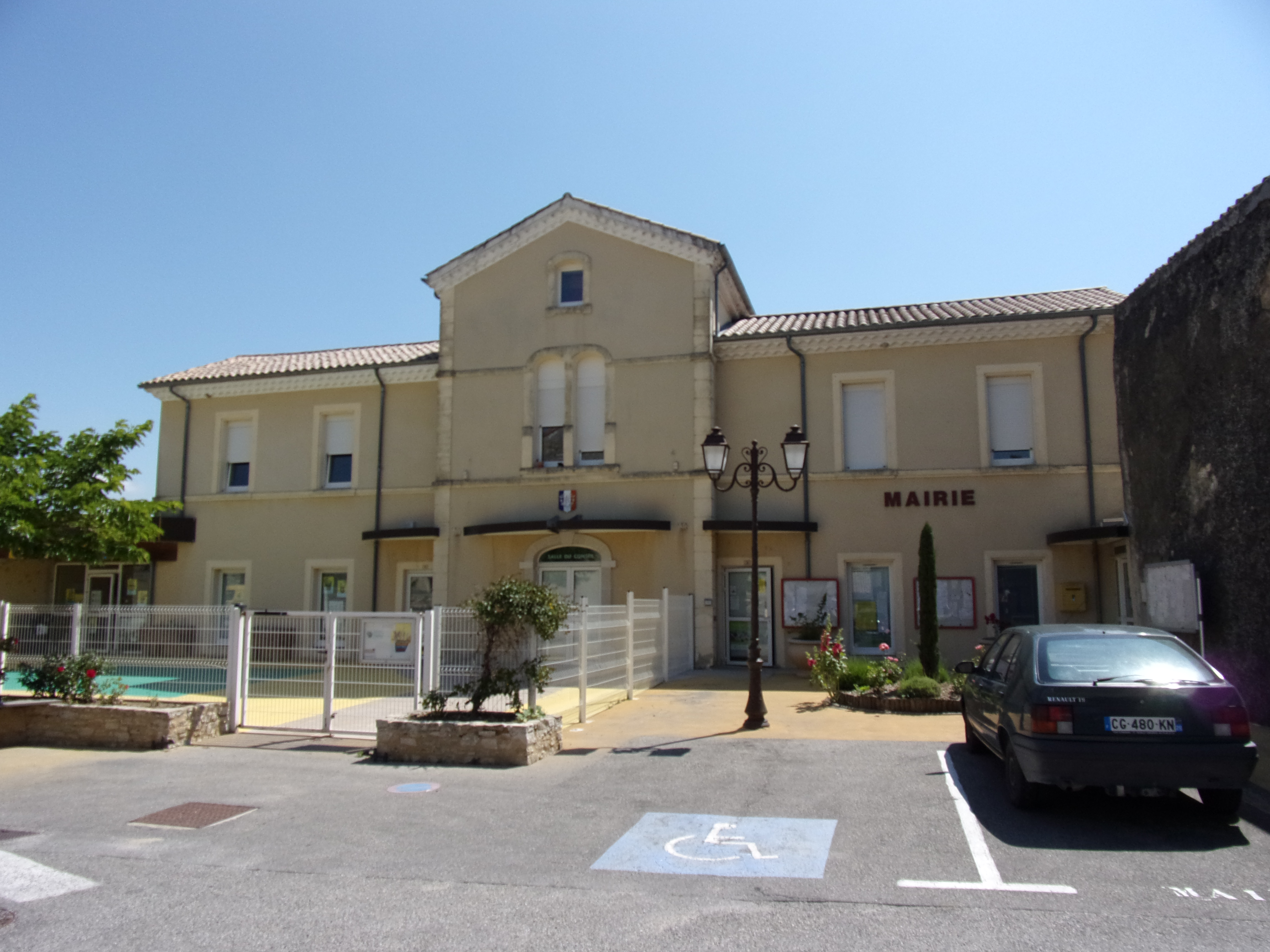
Mairie de Réauville.

### Administration municipale
En 2020, le conseil municipal est composé de trois adjoints et de sept conseillers municipaux.

### Liste des maires
| Période                                  | Période                       | Identité                            | Étiquette        | Qualité   |
| ---------------------------------------- | ----------------------------- | ----------------------------------- | ---------------- | --------- |
| Les données manquantes sont à compléter. |                               |                                     |                  |           |
| 1871                                     |                               | ?                                   |                  |           |
| 1874                                     |                               | ?                                   |                  |           |
| 1878                                     |                               | ?                                   |                  |           |
| 1884                                     |                               | ?                                   |                  |           |
| 1888                                     |                               | ?                                   |                  |           |
| 1892                                     |                               | ?                                   |                  |           |
| 1896                                     |                               | ?                                   |                  |           |
| 1900                                     |                               | ?                                   |                  |           |
| 1904                                     |                               | ?                                   |                  |           |
| 1908                                     |                               | ?                                   |                  |           |
| 1912                                     |                               | ?                                   |                  |           |
| 1919                                     |                               | ?                                   |                  |           |
| 1925                                     |                               | ?                                   |                  |           |
| 1929                                     |                               | ?                                   |                  |           |
| 1935                                     |                               | ?                                   |                  |           |
| 1945                                     |                               | ?                                   |                  |           |
| 1947                                     |                               | ?                                   |                  |           |
| 1953                                     |                               | ?                                   |                  |           |
| 1959                                     |                               | ?                                   |                  |           |
| 1965                                     |                               | ?                                   |                  |           |
| 1971                                     |                               | ?                                   |                  |           |
| 1977                                     |                               | ?                                   |                  |           |
| 1983                                     |                               | ?                                   |                  |           |
| 1989                                     |                               | ?                                   |                  |           |
| 1995                                     |                               | ?                                   |                  |           |
| 2001                                     | 2008                          | Mauricette Tabone                   |                  |           |
| 2008                                     | 2014                          | Françoise Guidoni-Pedreira          | (sans étiquette) |           |
| 2014                                     | 2020                          | Marie-Hélène Soupre                 | (sans étiquette) | retraitée |
| 2020                                     | En cours (au 27 janvier 2021) | Norbert Perrin[source insuffisante] |                  |           |

### Jumelages
Réauville est jumelée avec la ville italienne de Longare. L'association Jumelage Valaurie Réauville–Longare a pour but de faciliter les rencontres avec Longare, en collaboration avec les municipalités : voyages en Italie pour participer aux festivités proposées à Longare (Fête des fleurs, Fête des petits pois, etc.), accueils des Italiens qui viennent lors des Valauripailles (fin juillet) et dans le cadre d'un échange culturel (théâtre) ou sportif. Elle organise également des cours d'italien.

## Population et société

### Démographie
L'évolution du nombre d'habitants est connue à travers les recensements de la population effectués dans la commune depuis 1793. Pour les communes de moins de 10 000 habitants, une enquête de recensement portant sur toute la population est réalisée tous les cinq ans, les populations de référence des années intermédiaires étant quant à elles estimées par interpolation ou extrapolation. Pour la commune, le premier recensement exhaustif entrant dans le cadre du nouveau dispositif a été réalisé en 2006.

En 2022, la commune comptait 394 habitants, en évolution de +2,87 % par rapport à 2016 (Drôme : +2,64 %, France hors Mayotte : +2,11 %).
| 1793 | 1800 | 1806 | 1821 | 1831  | 1836  | 1841  | 1846 | 1851 |
| ---- | ---- | ---- | ---- | ----- | ----- | ----- | ---- | ---- |
| 790  | 784  | 752  | 873  | 1 015 | 1 043 | 1 114 | 536  | 564  |

| 1856 | 1861 | 1866 | 1872 | 1876 | 1881 | 1886 | 1891 | 1896 |
| ---- | ---- | ---- | ---- | ---- | ---- | ---- | ---- | ---- |
| 573  | 575  | 562  | 582  | 530  | 503  | 506  | 508  | 505  |

| 1901 | 1906 | 1911 | 1921 | 1926 | 1931 | 1936 | 1946 | 1954 |
| ---- | ---- | ---- | ---- | ---- | ---- | ---- | ---- | ---- |
| 523  | 504  | 502  | 357  | 326  | 312  | 289  | 267  | 189  |

| 1962 | 1968 | 1975 | 1982 | 1990 | 1999 | 2006 | 2011 | 2016 |
| ---- | ---- | ---- | ---- | ---- | ---- | ---- | ---- | ---- |
| 189  | 167  | 166  | 243  | 315  | 336  | 363  | 376  | 383  |

| 2021 | 2022 | - | - | - | - | - | - | - |
| ---- | ---- | - | - | - | - | - | - | - |
| 395  | 394  | - | - | - | - | - | - | - |

### Enseignement
La commune relève de l'académie de Grenoble.

### Manifestations culturelles et festivités
- Fête : le dimanche après le 15 août[14].

### Loisirs
| Échiquier Réauvillois | En savoir plus |

### Sports
| Rando Réauville                                                  | https://reauville.fr/rando-reauville/               |
| Association GAÏA’SSO, marche nordique, gym douce, atelier naturo | https://reauville.fr/association-gaiasso/           |
| Association Pathya, Hatha Yoga                                   | https://reauville.fr/association-pathya-hatha-yoga/ |
| Association Accès Yoga                                           | https://reauville.fr/association-acces-yoga/        |

### Médias
Le territoire de la commune se situe dans l'aire de diffusion de plusieurs médias :
- Pour la presse écrite
  - Le Dauphiné libéré, quotidien régional qui consacre, chaque jour, y compris le dimanche, dans son édition de « Romans et Drôme des collines » un ou plusieurs articles à l'actualité du canton et de la commune, ainsi que des informations sur les éventuelles manifestations locales, les travaux routiers, et autres événements divers à caractère local.
  - L'Agriculture Drômoise, journal d'informations agricoles et rurales, couvre l'ensemble du département de la Drôme.
  - Drôme Hebdo (ancien Peuple Libre), hebdomadaire chrétien d'informations.
- Pour la presse audio-visuelle
  - France Bleu est une radio publique diffusée sur son territoire.

## Économie

### Agriculture
En 1992 : pâturages (ovins), céréales, vignes (vins AOC Coteaux du Tricastin), porcins.
- Foires : les 8 avril, 5 juillet, 8 octobre et 8 novembre[14].

### Commerce

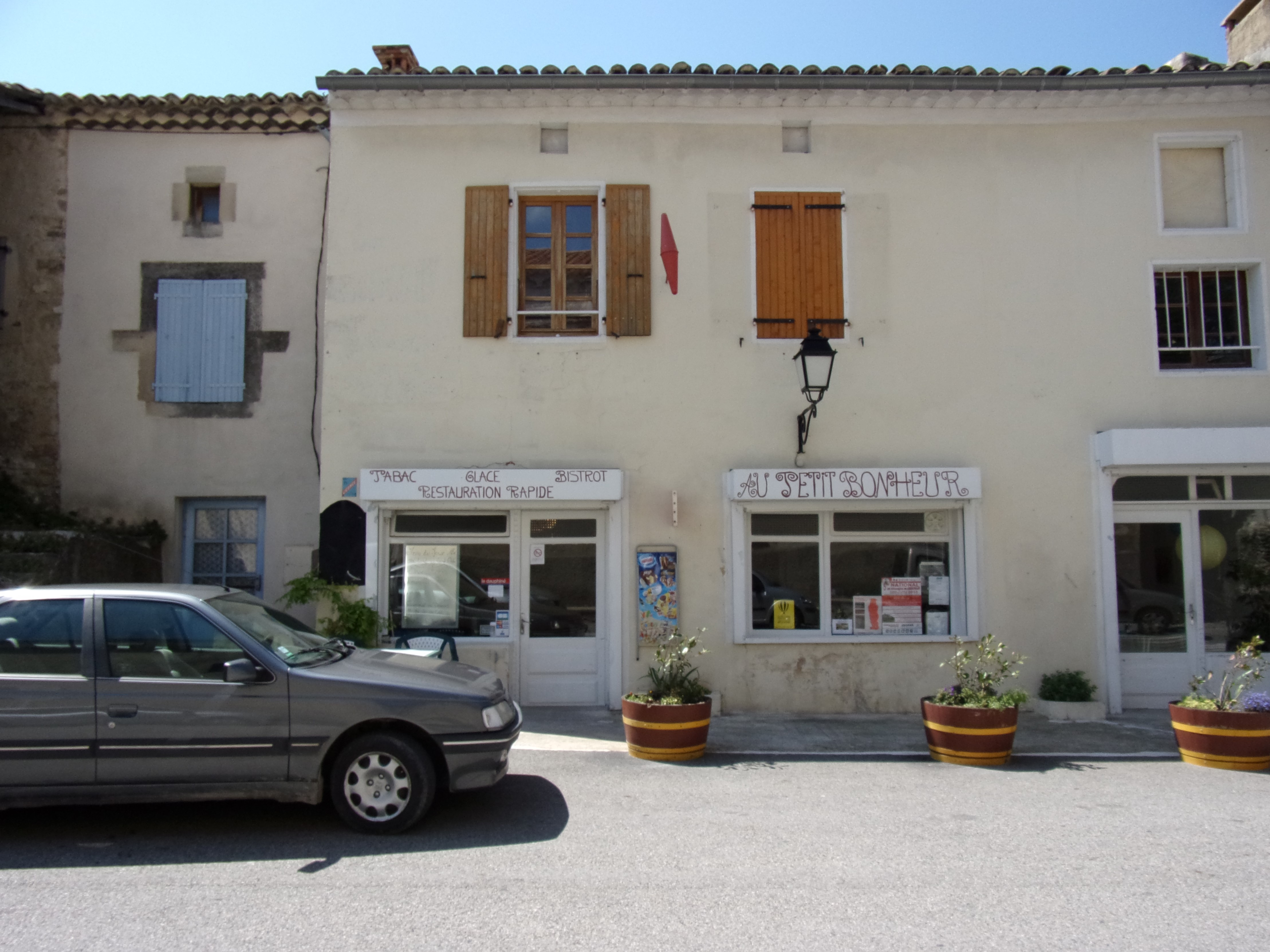
Au Petit Bonheur.

- Bar-tabac Au Petit Bonheur[21], au centre du village.
- Restaurant (libanais) Au Petit Cédre Gourmand, sur la place du Rocher[22].
- Restaurant Auberge du Laurier, sur la route de Valaurie[23].
- Restaurant-pizzeria Les Arcades, sur la route de Valaurie[24].

## Culture locale et patrimoine

### Lieux et monuments

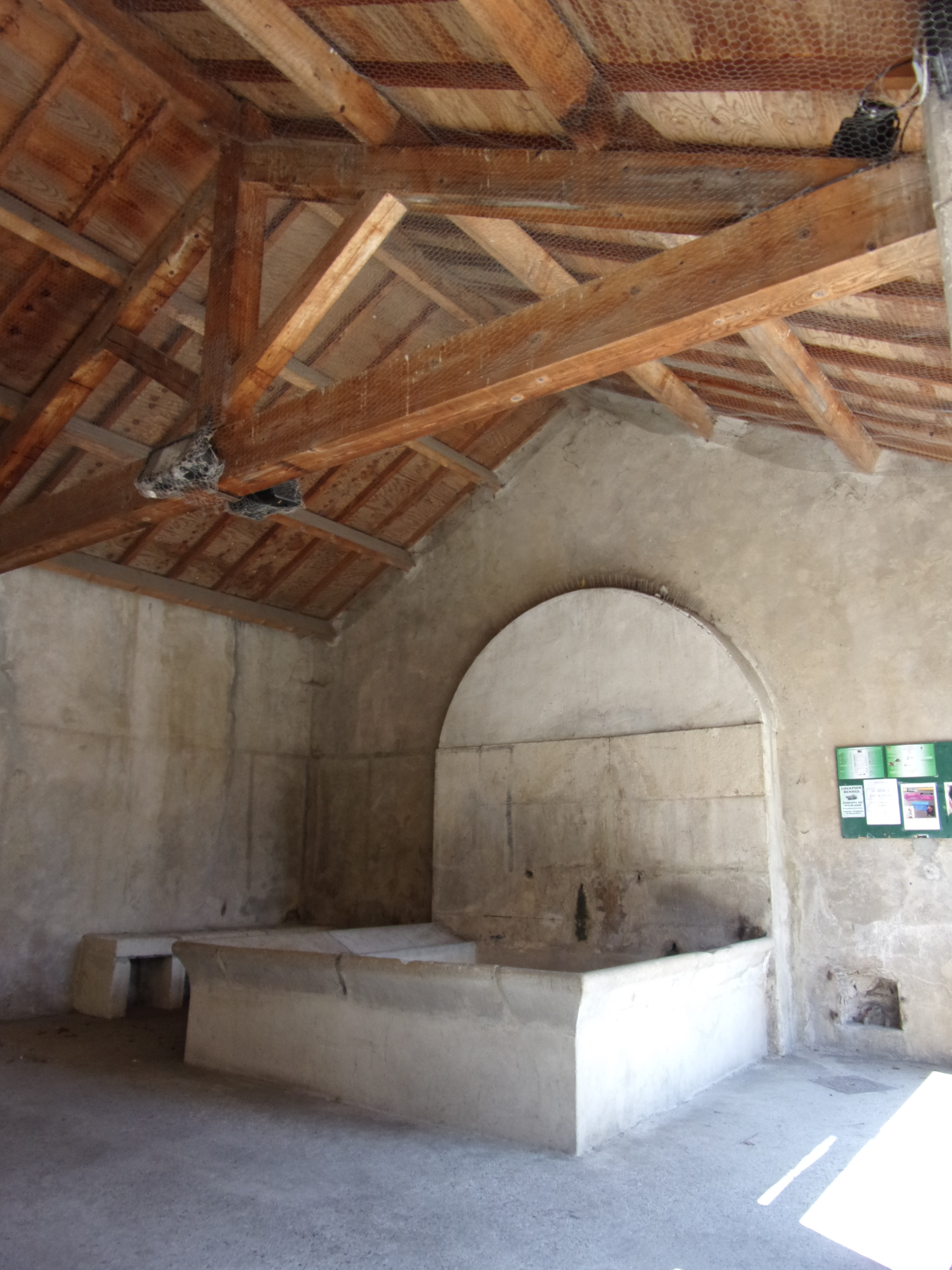
lavoir de Réauville.

- Tour ruinée du XIe siècle[14] : vestige du château démoli en 1585[réf. nécessaire].
- Motte castrale médiévale support d'une statue du XXe siècle[réf. nécessaire].
- Maisons anciennes[14].
- Église Sainte-Madeleine de Réauville, composite[14].
- Monument commémoratif avec le buste d'Albert Séverin Roche[14].
- Rocher de la Vierge : statue monumentale de La Vierge.

### Patrimoine naturel
- Gisement de fossiles de requins[14].

### Personnalités liées à la commune
- Albert Séverin Roche (1895-1939) : héros français de la Première Guerre mondiale, « le premier soldat de France » selon le maréchal Foch[réf. nécessaire].

### Héraldique, logotype et devise
| Blason de Réauville | Blason  | Tiercé en pairle renversé : au 1er de sinople à un chêne d'argent, au 2e d'or à un bouquet de trois brins de lavande tigés et fleuris au naturel, au 3e d'azur à une fleur de lys d'or. |
| Blason de Réauville | Détails | Le statut officiel du blason reste à déterminer. |